# Experiência de Sagnac
A experiência de Sagnac é uma experiência que foi inicialmente planejada para medir a velocidade angular da Terra em seu movimento de rotação no espaço. Usa o princípio da interferometria em anel (ver efeito Sagnac). Foi levada a cabo em em 1913 por  G. Sagnac.
Um raio de luz é inicialmente dividido em dois. Os dois raios resultantes percorrem uma trajetória fechada em sentidos opostos. Os dois raios se recombinam ao sair pelo mesmo ponto do anel em que entraram. Ao fazê-lo, produzem um padrão de interferência em que a distância entre a posição original das franjas e suas novas posições dependem diretamente da velocidade angular do sistema.
A experiência de Sagnac é tida, erroneamente, como provando a falsidade da teoria da relatividade restrita. Contudo, a explicação devida do efeito Sagnac, que é a base da interferometria em anel, só é feita de forma correta no contexto da relatividade geral, porque o referencial rotativo é não-inercial .